# Кинзи, Джордж
Джордж Ки́нзи (англ. George Kinsey; 20 июня 1866 — 13 ноября 1936) — английский футболист, левый хавбек. Наиболее известен по выступлениям за футбольные клубы «Вулверхэмптон Уондерерс», «Астон Вилла», «Дерби Каунти» и «Ноттс Каунти», а также за национальную сборную Англии.

## Клубная карьера
Родился в Бертон-апон-Тренте, выступал за местные футбольные команды «Бертон Крузейдерс» и «Бертон Свифтс». Впоследствии стал игроком клуба «Митчелл Сент-Джорджес». В августе 1891 года перешёл в «Вулверхэмптон Уондерерс». Сыграл за «волков» более 70 матчей в Футбольной лиге. В сезоне 1892/93 помог команде дойти до финала Кубка Англии, в котором «волки» обыграли «Эвертон» со счётом 1:0.
В 1894 году перешёл в бирмингемский клуб «Астон Вилла», однако в основном выступал за резервистов. В основном составе «Виллы» дебютировал 6 октября 1894 года в матче против «Ноттингем Форест». Всего провёл за клуб 3 матча, последний — 23 марта 1895 года против «Болтон Уондерерс».
8 июня 1895 года перешёл в клуб «Дерби Каунти». Провёл там один сезон, по итогам которого «бараны» заняли второе место в Первом дивизионе.
В сезоне 1896/97 выступал за клуб «Ноттс Каунти». Сыграл 4 матча во Втором дивизионе сезона 1896/97, по итогам которого «Ноттс Каунти» выиграл Второй дивизион.
В 1897 году перешёл в клуб «Бристоль Роверс» (на тот момент называвшийся «Бристоль Иствилл Роверс»), выступавший в региональных лигах. Провёл в команде три сезона.
В 1900 году вернулся в «Бертон Свифтс», за который выступал до 1901 года. Впоследствии выступал за «Бертон Эрли Клоузинг».

## Карьера в сборной
5 марта 1892 года дебютировал за национальную сборную Англии, выйдя на позиции левого хавбека в матче Домашнего чемпионата против сборной Уэльса на стадионе «Рейскорс Граунд» в Рексеме. В той игре англичане победили соперника со счётом 2:0.
1 апреля 1893 года провёл свою вторую игру за сборную: это был матч Домашнего чемпионата против сборной Шотландии на лондонском стадионе «Ричмонд Атлетик Граунд», в котором англичане победили со счётом 5:2.
7 марта 1896 года провёл свой третий матч за национальную сборную: это была игра против сборной Ирландии на стадионе «Солитьюд» в Белфасте, в которой англичане победили со счётом 2:0. Спустя девять дней, 16 марта 1896 года, провёл свою четвёртую и последнюю игру за сборную Англии, выйдя на поле стадиона «Кардифф Армс Парк» в Кардиффе в матче против сборной Уэльса. Англичане победили в той игре со счётом 9:1.

## Достижения
«Вулверхэмптон Уондерерс»
- Обладатель Кубка Англии: 1892/93

«Дерби Каунти»
- Вице-чемпион Англии: 1895/96

«Ноттс Каунти»
- Победитель Второго дивизиона: 1896/97

Сборная Англии
- Победитель Домашнего чемпионата Великобритании: 1892, 1893